# نخيلان (القويعية)
نخيلان، هي قرية من فئة (ب) تقع في محافظة القويعية، والتابعة لمنطقة الرياض في السعودية. وتبعد نخيلان عن محافظة القويعية بمسافة تقارب (40) كم.